# Gesteelde haarmuts
Gesteelde haarmuts (Orthotrichum anomalum) is een soort uit het geslacht haarmuts (Orthotrichum).

## Determinatie
De planten zijn 2,5 cm hoog. De droge, vochtige uitstekende bladeren zijn ovaal-lancetvormig van vorm, puntig, tot 2,7 mm lang en tot de punt aan de rand opgerold. De bladnerf eindigt net voor de punt. Kenmerkend voor gesteelde haarmuts zijn de cilindervormige  sporenkapsels die uitsteken boven de blaadjes. Deze heeft 8 of 16 strepen. De calyptra is kegel- tot klokvormig en heeft enkele haren. De 8 peristoomtanden splitsen zich bij het verouderen in 16 afzonderlijke tanden.
De rechthoekige, basale laminacellen zijn hyaliene en dunwandig. De bladcellen van de bovenste lamina (blad) daarentegen afgerond en hebben hebben een diameter van 6 tot 12 µm.

## Ecologie
Gesteelde haarmuts komt veel voor op kalkhoudende steen, zoals beton en cement. Soms komt de soort ook epifytisch voor op bijvoorbeeld boomvoeten, takken.

### Syntaxonomie
In de syntaxonomie staat gesteelde haarmuts te boek als kensoort voor de muisjesmos-associatie (Orthotricho-Grimmietum).

## Verspreiding
Het verspreidingsgebied van gesteelde haarmuts strekt zich uit over heel Europa. In Nederland is de soort zeer algemeen; de zwaartepunten liggen alhier in de stedelijke gebieden.

## Fotogalerij

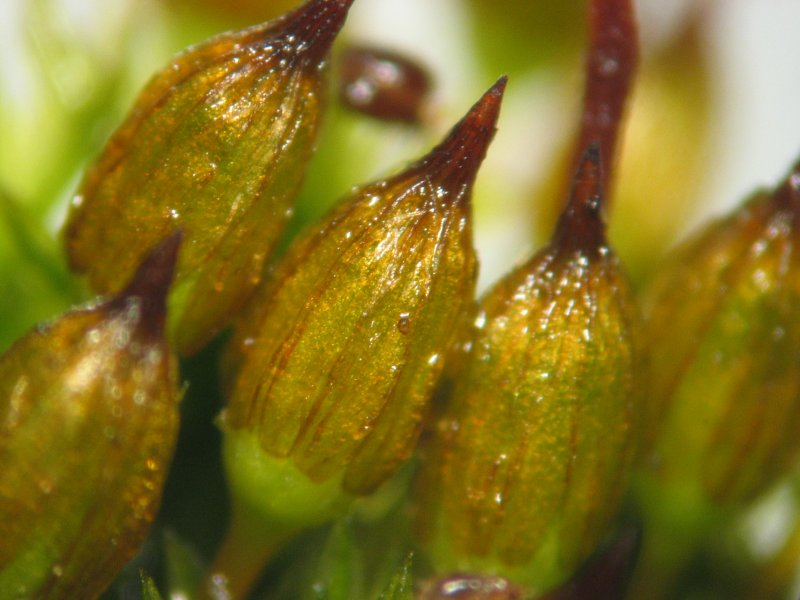
Calyptra
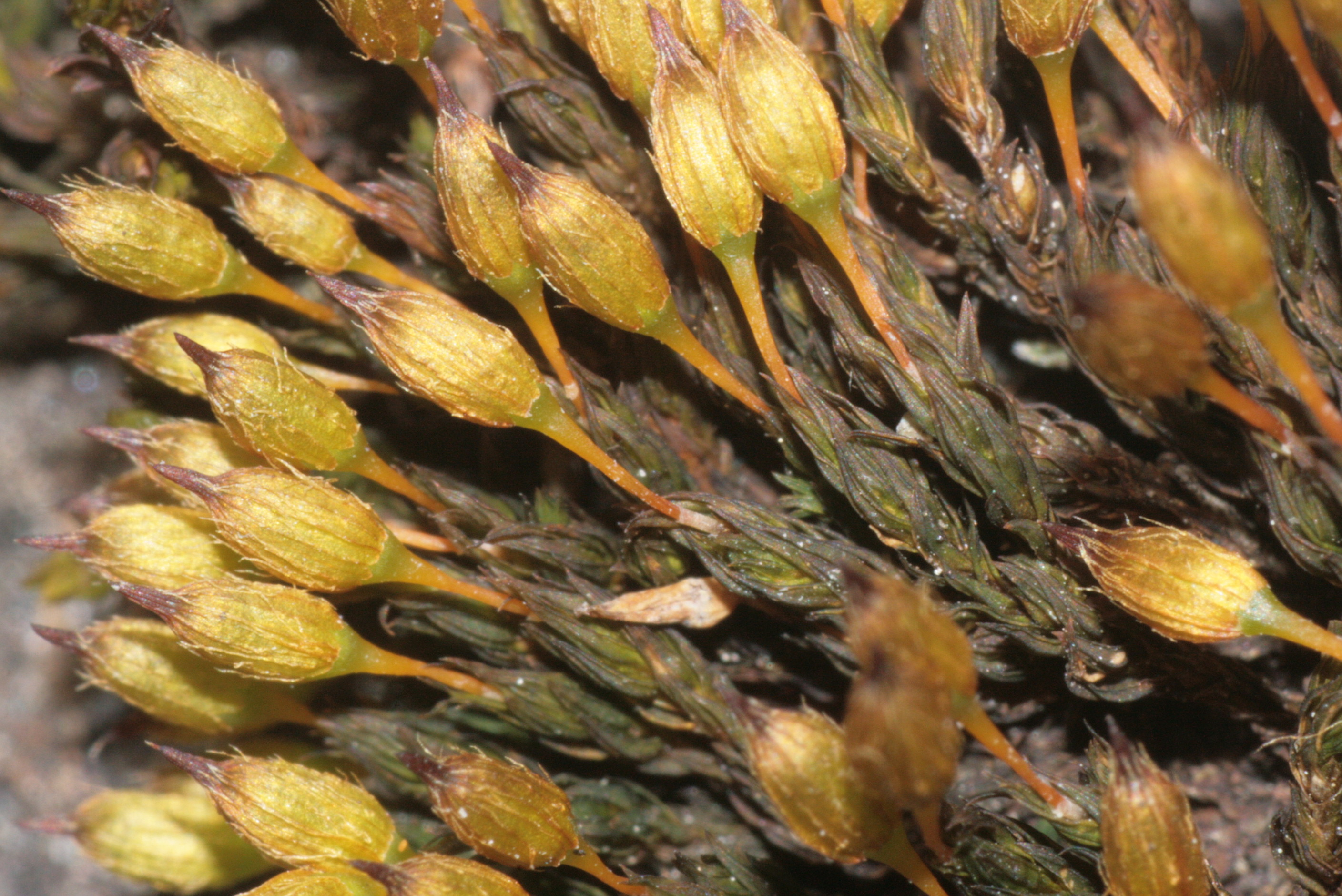
Sporenkapsels
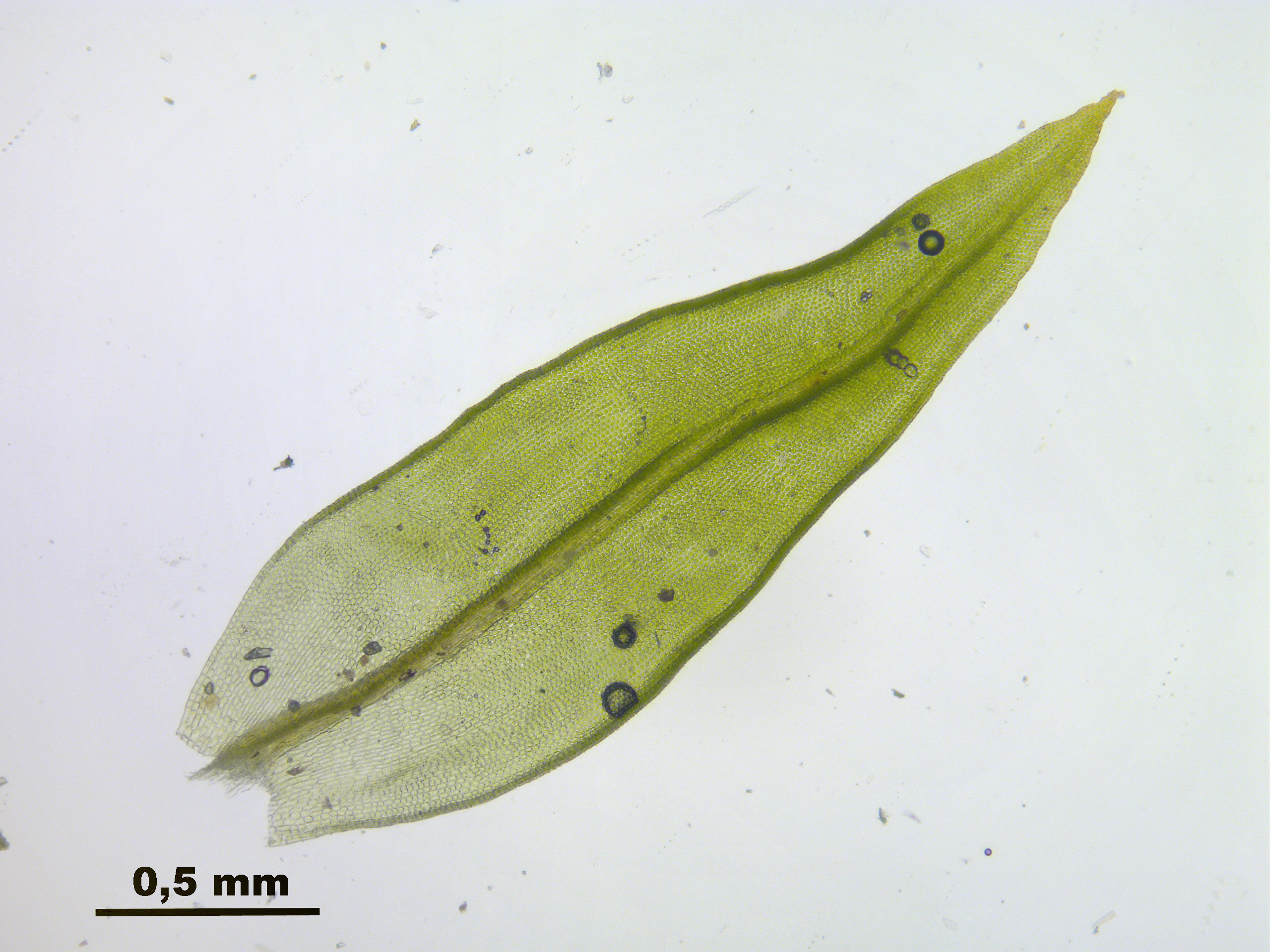
Blad
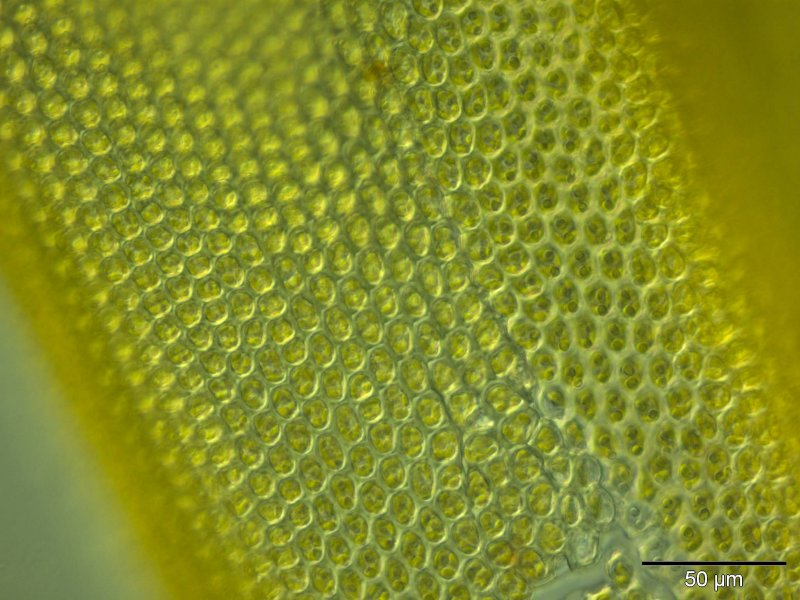
Bladcellen
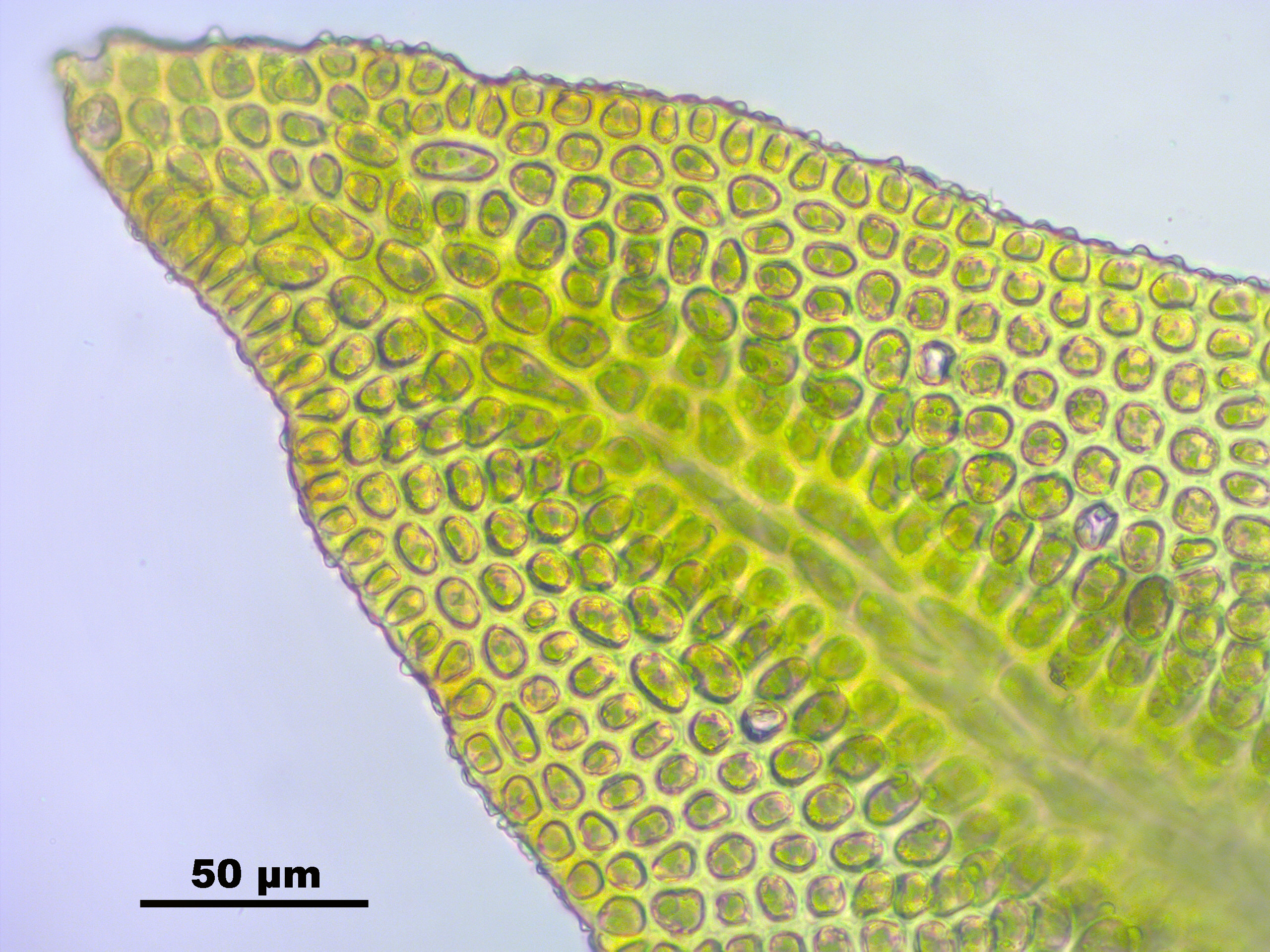
Bladcellen (top)
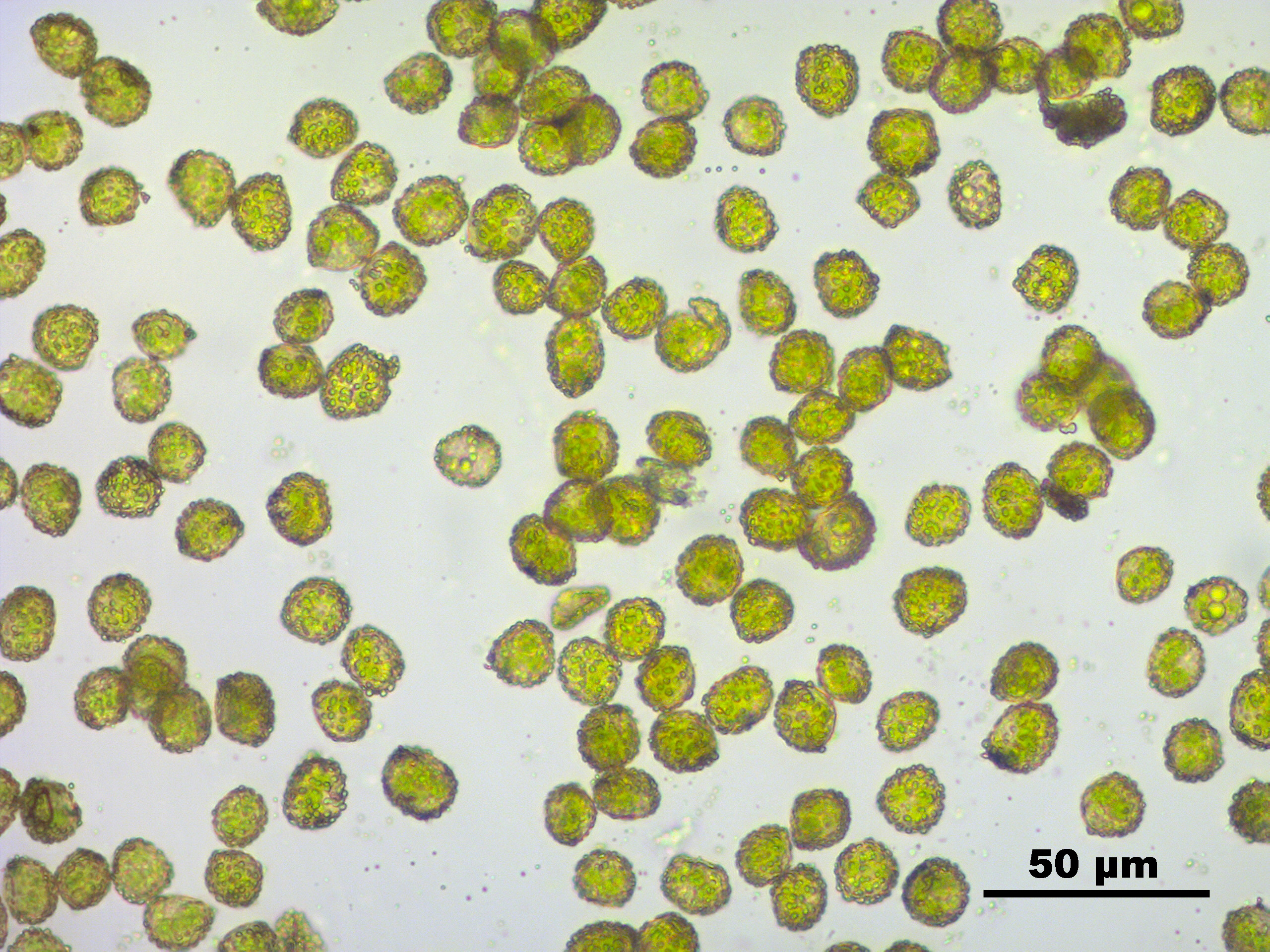
Sporen